# Björn Lindberg
Björn Lindberg ( nacido el 23 de diciembre de 1865 en Helsinki  – † el 17 de julio de 1954 en Helsinki), fue un experto finlandés en frutas y su cultivo, o pomólogo.

## Vida personal
Björn Lindberg nació el 23 de diciembre de 1865 en Helsinki. 
Su padre fue Sextus Otto Lindberg, profesor de botánica en la Universidad de Helsinki, y su hermano, el botánico Harald Lindberg.

Björn Lindberg se graduó en 1885, después de lo cual asistió a un colegio de pomología en Reutlingen (Alemania), donde se graduó en 1890. 
Adquirió educación superior durante viajes de estudio a Escandinavia, Alemania, Canadá, y Estados Unidos.
B. Lindberg fue uno de los pioneros del cultivo de frutas en Finlandia y se desempeñó como pomólogo estatal financiado por el Senado de 1893 a 1895. 
En 1891, fundó el primer vivero de árboles frutales de Finlandia en Lohja. Estos campos experimentales y viveros de Solhem (en sueco: Solhems trädskolor ) eran los más grandes de Finlandia en ese momento. 
B. Lindberg también trabajó como consultor de cultivo de frutas.  
A partir de 1917, B. Lindberg llevó a cabo cultivos experimentales de semillas de plantas de cocina y papas. 
Además, dirigió la planta experimental Tenhola de la sociedad agrícola finlandesa-sueca . 
B. Lindberg participó en la guerra civil como miembro de la llamada Guardia de Sigurd. 
- La abreviatura «B.Lindberg» se emplea para indicar a Björn Lindberg como autoridad en la descripción y clasificación científica de los vegetales.[5]